# Veyras (Valais)
Pour les articles homonymes, voir Veyras.
Veyras [vɛʁas] est une ancienne commune suisse du canton du Valais, située dans le district de Sierre.
Elle fusionna le 1er janvier 2021 avec ses voisines Miège et Venthône pour former la commune de Noble-Contrée.

## Historique

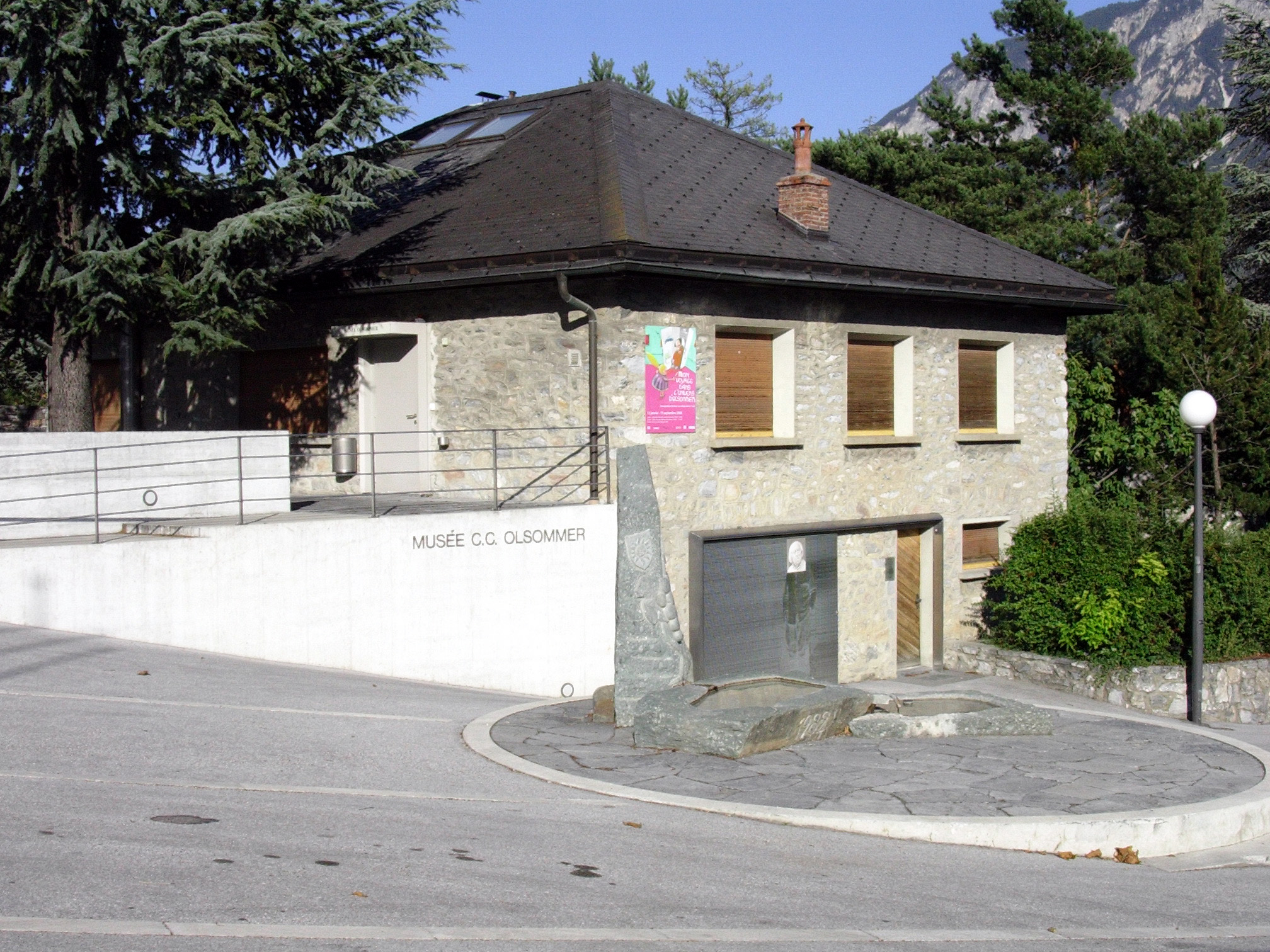
La maison du peintre Charles-Clos Olsommer, transformée en musée.

Le plateau de Veyras - le plus marquant sans aucun doute de la Noble Contrée -, allait rapidement attirer dès le XIIIe siècle des nomades issus de la Vallée d'Anniviers. À l'est du village, devait se trouver une construction fortifiée. Le grand-châtelain du Dizain, bien à l'abri dans ses murs, rendait la justice non seulement pour les gens du lieu mais pour ceux de Sierre et ceux de la Noble-Contrée.
Avant 1589, il est attesté que le grand châtelain recevait également les serments de fidélité de Lens, Grône et Chalais. Il rendait aussi la justice au nom de ces trois communautés. La châtellenie devait être dissoute en 1839.
Comme ailleurs, on allait assister à l'affirmation des bourgeoisies face au pouvoir souvent disproportionné exercé par le seigneur en place. Une salle bourgeoisiale est attestée en 1624 ; elle abrite aujourd'hui encore, les réunions des bourgeois, domiciliés ou non domiciliés.
En 1600, Veyras racheta toutes les dîmes dues à l'église de Muzot. Lorsque le curé de Muzot fut transféré à Venthône, Veyras ne manqua pas de faire valoir ses droits. Mais Veyras n'allait pas encore obtenir sa propre paroisse. Elle dépendit alors de la paroisse de Saint-Maurice de Laques dont elle se détacha en 1884, pour s'unir à celle de Miège.
Un nouvel édifice, la chapelle Saint-François d'Assise fut érigée en 1676 au centre du village. De style baroque, elle fut peu à peu délaissée, jusqu'à la construction de l'église actuelle.
En 1947/48, sous l'égide de Monsieur le Curé Monnay, Veyras édifia une église moderne. Elle est agrémentée par des fresques du peintre Cini, de peintures murales du peintre Delpretti, de vitraux signés G. Thévoz et d'un Chemin de Croix sculpté par Sello.

## Pacte d'amitié
Le 15 juin 1986, les deux communautés de Veyras-Suisse et de Veyras-France signèrent un pacte d'amitié.
« Depuis 1983, la communauté de Veyras Suisse vit une passionnante aventure. En effet, par l'entremise de sa société de développement, elle maintient des liens permanents avec Veyras en Ardèche. Des familles des deux régions ont décidé de favoriser, en tous domaines, les échanges entre elles pour développer par une meilleure compréhension mutuelle, le sentiment vivant de fraternité européenne. Elles conjuguent ces efforts afin d'aider dans la pleine mesure de leurs moyens au succès de cette nécessaire entreprise de paix et de prospérité. »

## Économie
Les vignerons-encaveurs participent activement à l’économie du village.
- Cave Charles-Henri Favre
- Cave Château Ravire
- Cave Clos des Cyprès
- Cave des Bernunes
- Cave des Trois Baies
- Cave du Verseau
- Cave La Fournaise
- Cave L'Or du Vent

## Culture et patrimoine

### Patrimoine
On trouve à Veyras et alentours différents monuments dignes d'intérêt, ainsi qu'un musée et un bisse d'irrigation.
- Le château de Muzot (en) est une demeure privée se situant sur le plateau de Veyras. Les propriétaires la mirent à la disposition du poète Rainer Maria Rilke. Arrivé dans la région à l'âge de 45 ans, le poète y a séjourné de 1921 à sa mort, en 1926. Le peintre Balthus y séjourna en 1923, à l'âge de 15 ans et fit du château le sujet du premier tableau qu'on lui connaît, intitulé Jardin de Muzot[1]. Non loin de là, le château de Ravire domine les collines de la région de Sierre. Cette tour crénelée fut construite au XIIIe siècle et devint propriété des majors de Loèche. Elle changea ensuite plusieurs fois de mains et fut successivement propriété des familles Platéa, Chevron et Montheis (sic)[2]. Le château actuel a été reconstruit sur ces ruines et se dresse sur sa colline à l'est de la cité du soleil.
- A côté du de la tour de Muzot se dresse la chapelle Sainte-Agnès, construite en 1781 sur l'emplacement de l'ancienne église de Muottse construite après 1300 par Agnès de la Tour Châtillon. Au centre du village, aux abords de la place historique dite de Pafouéret où la justice était rendue autrefois.on trouve la chapelle Saint-François d’Assise, petit édifice de style baroque, construit en 1676 et classé parmi les monuments reconnus par le Heimatschutz. On y remarque un chœur pentagonal, plus étroit que la nef.

- Le musée Olsommer Charles-Clos Olsommer, artiste neuchâtelois qui, en 1912, à l'âge de vingt-neuf ans, choisit choisit le village de Veyras comme cadre idéal pour accomplir sa vocation artistique. Il y construisit une maison, celle-là même qui aujourd'hui abrite le musée qui porte son nom.

- Situé juste après Miège, le bisse des Marais offre une promenade à travers la zone symbolique qui délimite le Haut-Valais du Bas-Valais. Ce bisse doit son nom au fait que le Rhône débordait souvent et maintenait ainsi dans la région de nombreux endroits marécageux.

### Artistes et écrivains vivant ou ayant vécu à Veyras
- Gérard de Palézieux, artiste peintre
- Dominko, artiste peintre
- Charles-Clos Olsommer, artiste peintre
- Maurice Chappaz et S. Corinna Bille, écrivains et poètes
- Rainer Maria Rilke, écrivain et poète autrichien, y vécut ses dernières années
- René Lorenz, sculpteur
- Jean Romain, écrivain, philosophe

### Armoiries
Même si Veyras a abrité le grand-châtelain, il ne possède plus de tours ou de maisons fortes, signes habituels du pouvoir et de la domination. Toutefois, demeurent sur les armes du village le soleil et le chevalier, bien en pied et en armes, veillant sur toute une part de l'ancien dizain. Du Moyen Âge et de ses seigneurs ne subsiste que ce vigoureux symbole.

### Fonds d'archives
- Fonds : Veyras, Bourgeoisie (1524-1983) [4,10 mètres].  Cote : CH AEV, AB Veyras. Sion : Archives de l'État du Valais (présentation en ligne).